# بصری (بروجرد)
بصری Beseri روستایی است در شهرستان بروجرد در استان لرستان. این روستا در دهستان شیروان در بخش مرکزی این شهرستان قرار دارد.

## جمعیت
بنابر سرشماری مرکز آمار ایران، جمعیت این روستا در سال ۱۳۹۵، برابر با ۷۹۹ نفر بوده‌است که از این میان ۳۹۹ نفر مرد و بقیه زن بوده‌اند. بصری ۲۲۱ خانوار جمعیت دارد.